# Phanoperla nana
Phanoperla nana är en bäcksländeart som beskrevs av Peter Zwick 1982. Phanoperla nana ingår i släktet Phanoperla och familjen jättebäcksländor. Inga underarter finns listade i Catalogue of Life.